# Chiesa di San Giorgio (Soriano nel Cimino)
La chiesa di San Giorgio è una chiesa romanica di Soriano nel Cimino, risalente al IX secolo.
Realizzata da maestranze tuscanensi, si presenta a pianta rettangolare, con abside e torre campanaria.

## Storia
La data di costruzione della chiesa è incerta, ma è da porre in relazione all'esistenza della Diocesi di Bomarzo, oggi soppressa, trovandosi a poca distanza dal cimitero di Sant'Eutizio, di cui è documentata la storia all'interno della sede episcopale di Ferento-Bomarzo. Nell'XI secolo la diocesi venne soppressa, ed unita a quella di Bagnoregio. Probabilmente, con il trasferimento dell'edificio alla nuova diocesi, vennero iniziati i lavori per la costruzione del campanile.
Nel XVII secolo la chiesa venne sopraelevata, ma l'ampliamento lasciò sostanzialmente inalterate le parti principali dell'edificio originario.

## Facciata
Sulla facciata, in massi di peperino locale, sono conservati pregevoli bassorilievi, raffiguranti chimere ed ornati in stile etruscheggiante, importantissimi per l'iconografia e la storia dell'arte romana. Particolare è una placca rettangolare nel centro della facciata che presenta alcuni uccelli che si dissetano alla fonte, un motivo simbolico più tipico dell'iconografia romano-ravennate. Ai lati del portale d'ingresso sono scolpite due statue, raffiguranti San Pietro e Gesù Redentore, cosa che fa supporre che originariamente l'edificio fosse intitolato proprio al Salvatore ed al principe degli apostoli, il cui culto era assai vivo nella zona. Nella parte superiore della facciata è presente una bifora, affiancata da due angeli e dai simboli dei quattro evangelisti.
Alla base, in quattro rettangoli, trovano posto fabbri, falegnami e muratori, ossia le maestranze che lavorarono all'opera.
L'arco della porta, come anche le fasce scolpite sull'abside, sembrano essere aggiunte posteriori, probabilmente dell'XI secolo.

## Campanile
La torre campanaria, aggiunta successivamente, è addossata alla parete laterale dell'edificio, e solo al secondo piano si erge in modo autonomo. Date le enormi dimensioni dei primi due piani, sproporzionate rispetto alla piccola chiesa, si ritiene che nel progetto originario la torre dovesse essere più alta, e che per motivi oggi ignoti rimase incompiuta. 
Particolarmente interessante, dal punto di vista architettonico, è la volta a crociera, su ogiva quadrata, che è possibile osservare al piano terreno della torre: una volta romanico-gotica che richiama quelle della chiese di San Flaviano a Montefiascone (1032) e di San Giacomo a Tarquinia (metà XI secolo). Quest'ultimo fatto, oltre a datare il periodo storico di costruzione del campanile, ne ascrive la realizzazione alle maestranze lombarde della Tuscia romana longobarda.
Inoltre, a parziale conferma della data di costruzione, vi è da considerare come nel XII secolo la chiesa, assieme al cimitero di Sant'Eutizio ed al Castello di Soriano era già da tempo di proprietà del monastero romano di San Lorenzo al Verano: da tale ambiente culturale sarebbe però dovuta partire un'iniziativa di diverso stile, e quindi è facile ipotizzare che la data di edificazione debba essere anteriore.
Successivamente, al tempo degli Albani, l'opera venne completata con un campanile a vela.